# Mauro Molina
Mauro Molina (Florencio Varela, 29 luglio 1999) è un calciatore argentino, attaccante del Dock Sud.

## Caratteristiche tecniche
È un centravanti.

## Carriera
Cresciuto nel settore giovanile dell'Independiente, ha esordito in prima squadra il 10 dicembre 2017 disputando l'incontro di Primera División vinto 3-1 contro l'Arsenal Sarandí.

## Statistiche
Statistiche aggiornate al 16 febbraio 2019.

### Presenze e reti nei club
| Stagione        | Squadra         | Campionato      | Campionato | Campionato | Coppe nazionali | Coppe nazionali | Coppe nazionali | Coppe continentali | Coppe continentali | Coppe continentali | Altre coppe | Altre coppe | Altre coppe | Totale | Totale | Totale |
| Stagione        | Squadra         | Comp            | Pres       | Reti       | Comp            | Pres            | Reti            | Comp               | Pres               | Reti               | Comp        | Pres        | Reti        | Pres   | Reti   |        |
| --------------- | --------------- | --------------- | ---------- | ---------- | --------------- | --------------- | --------------- | ------------------ | ------------------ | ------------------ | ----------- | ----------- | ----------- | ------ | ------ | ------ |
| 2017-2018       | Independiente   | PD              | 1          | 0          | CA              | 0               | 0               | CL                 | 0                  | 0                  |             | -           | -           | 1      | 0      |        |
| 2018-2019       | Independiente   | PD              | 5          | 0          | CA              | 1               | 1               | CS                 | 1                  | 0                  |             | -           | -           | 7      | 1      |        |
| Totale carriera | Totale carriera | Totale carriera | 6          | 0          |                 | 1               | 1               |                    | 1                  | 0                  |             | -           | -           | 8      | 1      |        |